# Награда „Радоје Татић”
Награда Радоје Татић је награда коју додељује Фонд Радоје Татић у сарадњи са Удружењем књижевних преводилаца за најбољи превод са шпанског и португалског језика у областима поезије, прозе и есеја. Награда је установљена у част новинара и дипломате Радоја Татића, једног од најистакнутијих преводилаца дела латиномеричких, шпанских и португалских аутора. Додељује се сваке друге године за претходни двогодишњи период, почев од 2002. године.

## Добитници
Досадашњи добитници Награде Радоје Татић су:
- 2002. Награда није додељена
- 2004. Александра Манчић за превод са шпанског књиге О Христовим именима Фра Луиса де Леона (Рад, Београд) и Радивоје Константиновић за превод са шпанског књиге Животопис пустолова по имену Дон Паблос Франсиска де Кеведа (СКЗ, Београд)
- 2006. Марина Љујић за превод са шпанског дела Снови Франсиска де Кеведа (Драганић, Београд)
- 2008. Биљана Исаиловић за превод са шпанског романа Доња Перфекта Бенита Переса Галдоса (Клио, Београд)
- 2010. Јасмина Нешковић за превод са португалског књиге песама десет бразилских песника Споменик кисеонику (Паидеиа, Београд)
- 2012. Гордана Ћирјанић за превод са шпанског дела Теорија стваралачке интелигенције Хосеа Антонија Марине (Службени гласник, Београд)
- 2014. Тамина Шоп за превод са португалског књиге Лажне повести Гонсала М. Тавареша (Трећи трг, Београд) и Ана Кузмановић Јовановић за превод са португалског књиге Сва имена Жозеа Сарамага (Лагуна, Београд)